# Зелені чоловічки (іншопланетяни)
Зелені чоловічки — стереотипне зображення іншопланетян як маленьких гуманоїдних створінь із зеленою шкірою та іноді з вусиками на голові. Цей термін також іноді використовується для опису гремлінів, міфічних істот, відомих тим, що спричиняють проблеми в літаках і механічних пристроях. Сьогодні ці істоти частіше асоціюються з передбачуваним інопланетним видом під назвою сірі, колір шкіри яких описується як не зелений, а сірий.
Під час повідомлень про літаючі тарілки у 1950-х роках термін «зелені чоловічки» уувійшов у широкий вжиток для позначення інопланетян. В одному класичному випадку, виявленому в Келлі-Гопкінсвіллі в 1955 році, двоє сільських жителів Кентуккі описали передбачувану зустріч з сріблясто-металевими, дещо гуманоїдного виду прибульцями зростанням не більше 4 фути (1,2 м). Використовуючи журналістську ліцензію та відхиляючись від показань свідків, The Evansville Courier при написанні статті використовувала термін «зелені чоловічки». Потім його приклад наслідували інші медіа.

## Позаземне визначення
Використання цього терміну явно передує інциденту 1955 року; наприклад, в Англії згадка про зелених чоловічків або дітей сягає зелених дітей Вулпіта ХІІ століття, хоча точно визначити, коли саме цей термін було вперше застосовано до позаземних інопланетян, було важко. У своїй історичній сатирі «Історія Нью-Йорка» (1809) американський письменник Вашингтон Ірвінг описав божевільних (або людей з Місяця) як «зелених горохів», на відміну від «білих» жителів Землі.
Дослідник фольклору Кріс Обек використав електронний пошук у старих газетах і знайшов низку випадків початку ХХ-го століття, коли йдеться про зелених прибульців. У Atlanta Constitution Обек знайшов одну історію з 1899 року про маленького зеленошкірого інопланетянина в казці під назвою «Зелений хлопчик із Ура», де «Ура» означає іншу планету, можливо, Марс. Едгар Райс Берроуз згадував «зелених чоловіків Марса» та «зелених марсіанських жінок» у своєму першому науково-фантастичному романі «Принцеса Марса» (1912), хоча згадані марсіани були зростом 10 до 12 футів (3,0 до 3,7 м) і навряд чи були «маленькими». Однак перше використання конкретного виразу «зелена людина» стосовно інопланетян, яке знайшов Обек, датується 1908 роком у Daily Kennebec Journal (Августа, Мен), у цьому випадку інопланетяни знову були марсіанами.
У 1910 (або 1915) «зеленого чоловічка» нібито було захоплено з його розбився космічного корабля в Апулії, на південному сході Італії.
Незабаром зелені прибульці стали загальноприйнятим образом інопланетян і прикрашали обкладинки багатьох науково-фантастичних журналів1920-1950-х років, зокрема, фотографіями Бака Роджерса та Флеша Гордона, які борються із зеленими інопланетними монстрами. Перший задокументований друкований приклад, який конкретно пов'язує «зелених чоловічків» з позаземними космічними кораблями, міститься в газетній колонці, яка сатиризує громадську паніку після відомої трансляції Орсона Веллса «Війна світів» на Гелловін 31 жовтня 1938 року. Колонка репортера Білла Барнарда в Corpus Christi Times наступного дня починається так: «Тринадцять маленьких зелених чоловічків з Меркурія вийшли зі свого космічного корабля на аеродромі Кліфф Маус Філд [місцевий аеропорт] вчора пізно ввечері з візитом доброї волі до Корпус-Крісті» і закінчується словами: «Потім 13 маленьких зелених чоловічків сіли у свій космічний корабель і полетіли геть». Звичність, з якою використовувався цей термін, свідчить про те, що це, ймовірно, був не перший випадок, коли він застосовувався до інопланетян на космічних кораблях.
У 1946 році Гарольд М. Шерман опублікував бульварну науково-фантастичну книгу під назвою «Зелена людина: гість із космосу». Ілюстрація обкладинки була нормальною на вигляд і пропорціями людини, хоча й із зеленою шкірою.
Колонки гумориста Гела Бойла, опубліковані на національному рівні, розповідали про зелену людину з Марса у своїй літаючій тарілці на початку липня 1947 року під час розпалу нового феномену літаючої тарілки в США, який почався 24 червня після відомого спостереження Кеннета Арнольда та інциденту з НЛО в Розвеллі. Однак Бойл не назвав свого зеленого марсіанина «маленьким».
У науково-фантастичній книзі Мака Рейнольдса «Справа маленьких зелених чоловічків» 1951 року розповідається про приватного детектива, найнятого для розслідування замаскованих інопланетян, що живуть серед людей. Коли його приймали на роботу, детектив насмішкувато і фамільярно називав прибульців у літаючих тарілках «зеленими чоловічками». Ілюстрація обкладинки примітна зображенням «зелених чоловічків» із класичними вусиками, що стирчать із голови. У 1968 році Мак Рейнольдс написав перший роман «Зоряний шлях» («Місія до Гораціуса»).
На початку 1950 року в газетах почали циркулювати історії про маленьких істот, яких рятували після аварії літаючої тарілки. Хоча здебільшого вважаються містифікацією, деякі історії з джерел про маленьких прибульців зрештою потрапили до популярної книги 1950 року «За літаючими тарілками» оглядача журналу Вараєті Френка Скаллі.
Свідок, який у червні 1950 року повідомив газеті Вічіта, штат Канзас, що побачив літаючу тарілку, заявив, що він «зовсім не бачив зелених чоловічків з яйцем на вусах».
Термін «зелені чоловічки» спеціально використовувався стосовно наукової фантастики та літаючих тарілок принаймні в 1951 році в Нью-Йорк таймс і Вашингтон пості (у Пост, рецензії на таємничий/науково-фантастичний роман під назвою Маленька зелена людина), а також у 1952 році в Лос-Анджелес Таймс і Чикаго Триб'юн (Триб'юн висміює літаючу тарілку, повідомляє про використання «зеленого чоловічка з рожевим горошком»). «Нью-Йорк Таймс» використала цей термін у 1955 році в рецензії на науково-фантастичну сатиру «Марсіани, йдіть додому», заявивши, що марсіани були огидними «зеленими чоловічками», чия зовнішність була «вірною пророцтву».

Після загальнонаціональної серії спостережень НЛО в листопаді 1957 року вашингтонський оглядач Фредерік Отман написав:
«Нова епідемія літаючих тарілок. По всій цій землі знову літаючі тарілки … Поки що з цих небесних транспортних засобів не вилазили зелені чоловічки, але через пару днів я не здивуюся…»

## Походження та інші види використання
Термін також з'являється набагато раніше в інших контекстах. Оглядач кінопліток Гедда Гоппер використала це в 1939 році, посилаючись на маленьких учасників акторського складу «Чарівника країни Оз» (1939), і закликала не пити на знімальному майданчику. У 1942 році газета Лос-Анджелес Таймс використала цей термін у малюнку про тренування морської піхоти для бою в джунглях. У цьому випадку «зелені чоловічки» мали на увазі японських солдатів у камуфляжі. Вашингтон пост у 1942 році також використав термін «зелений чоловічок» щодо японського снайпера в камуфляжі, який ледь не вбив одного з їхніх військових кореспондентів.
До більш сучасного застосування до інопланетян поняття зелених чоловічків зазвичай використовували для опису різних надприродних істот у старих легендах і фольклорі, а також у пізніших казках і дитячих книгах, таких як гобліни. Обек зазначив кілька прикладів останнього в літературі ХІХ і початку ХХ століття. Як приклад, Редьярд Кіплінг мав «зеленого чоловічка» у Шайбі з Пагорба Пука 1906 року.
Інший приклад і найдавніше використання маленького зеленого чоловічка в Нью-Йорк таймс і Чикаго Триб'юн датується 1902 роком у рецензії на дитячу книжку під назвою «Дар чарівного посоха», де надприродний «зелений чоловічок» є друг хлопчика та допомагає йому відвідати фей Хмарної граїни. Наступне використання в Нью-Йорк таймс відбулося в 1950 році, і йдеться про запланований фільм корпорації Волта Діснея за романом 1927 року поета і прозаїка Роберта Натана під назвою «Будинок Дроворуба». Єдиним анімованим персонажем у картині мав бути «зелений чоловічок» Натана, довірена особа лісових тварин (фільм так і не було знято).
У 1923 році серіал роману «Коли серця командують» Елізабет Йорк Міллер, який з'явився в таких газетах, як Чикаго Триб'юн і Вашингтон Пост, розповідає про колишнього психічно хворого, який досі бачить «зелених чоловічків» і водночас коментує, що інший пацієнт «розмовляв з мешканцями Марса».
Інші випадки уявних маленьких зелених істот були знайдені в газетній колонці 1936 року, де саркастично обговорювалися лікарі та їхні медичні поради, кажучи, що це ті самі люди, які мають зриви в середньому віці і починають галюцинувати «зеленого чоловічка з великими вухами». У 1948 році синдикований оглядач Сідні Джастін Гарріс використав «зеленого чоловічка» як уявного друга дитини, засуджуючи давню традицію лякати дітей історіями про «бугіменів».
Ці приклади показують, що використання зелених чоловічків уже глибоко вкорінилося в англійській мові задовго до ери літаючих тарілок, використовувалося для різноманітних надприродних, уявних або міфічних істот. Здається, воно також легко поширилося за межі уявного до реальних людей, як-от посилання на маленьких акторів у «Чарівнику країни Оз» або японських солдатів у камуфляжі. Подібним чином Обек та інші підозрюють, що коли в 1947 році з'явилися літаючі тарілки з подальшими спекуляціями про інопланетне походження, цей термін природно й швидко приєднався до еквівалента сучасної епохи. Мекон, зеленошкірий супротивник у фільмі «Ден Дейр, пілот майбутнього» з тривалої серії коміксів Eagle, вперше з'явився в 1950 році. Очевидно також, що на початку 1950-х років цей термін вже широко використовувався як саркастичне посилання на мешканців літаючих тарілок. До 1954 року образ «зелених чоловічків» увійшов у колективну свідомість людей.
Подальші електронні пошуки свідчать про те, що цей термін став дедалі поширенішим у 1960-х роках і завжди використовувався в глузливій чи жартівливій формі. У 1960 році Чикаго Триб'юн на першій шпальті опублікувала розповідь про припущення гарвардського антрополога про те, як інопланетяни можуть виглядати та інопланетну стать. Стаття починається з коментаря: «Якщо в космосі справді є „зелені чоловічки“, то, мабуть, також є маленькі зелені жінки — і секс». Був прикріплений мультфільм, на якому зображено двох закоханих інопланетян, схожих на кентаврів, з вусиками, що стирчать у їхніх головах. У статті також загадково стверджується: «Позначення „зелених чоловічків“ надійшло від доктора Отто Струве, директора національної радіоастрономічної обсерваторії, Грін-Бенк, штат Вірджинія. Він сказав, що саме так називають „між собою“ можливих астрономів».
Цей термін навіть проник у коментарі Волл-стріт джорнел. Перше використання в Джорнелі відбулося в 1960 році в статті про звіт Брукінгса на замовлення НАСА, де вивчалися можливі соціальні наслідки відкриття позаземного життя. Джорнел прокоментував, що вони вважають звіт надто песимістичним, припускаючи, що «зелені чоловічки з хвилястими вусиками» будуть ворожими. У 1968 році ще один Джорнел використав цей термін в редакційній статті про заплановане Конгресом розслідування НЛО. Письменник саркастично поцікавився, як вони збираються викликати «зеленого чоловічка». У 1969 році вони прокоментували, що дослідження НЛО, проведене Комітетом Кондона на замовлення ВПС, було марною тратою грошей. Редакційна стаття заявила, що навіть якби вони довели, що «НЛО були людьми з маленькими зеленими чоловічками», що ми повинні були з цим робити?
Зеленошкірий зелений чоловічок навіть з'являвся в «Флінстоунах» як повторюваний персонаж. Велика альтанка (введена в епізод 145) символізує зображення маленького зеленого чоловічка з його низьким зеленим зростом і шоломом з вусиками. Однак 1960-ті також відзначили перехід у тому, як люди уявляли собі стереотипного прибульця. В історіях про викрадення інопланетянами вони часто маленькі, але сірі істоти, а в «2001: Космічна одіссея» Артура К. Кларка (1968) вони невидимі.

## Поточне використання

### Інопланетяни

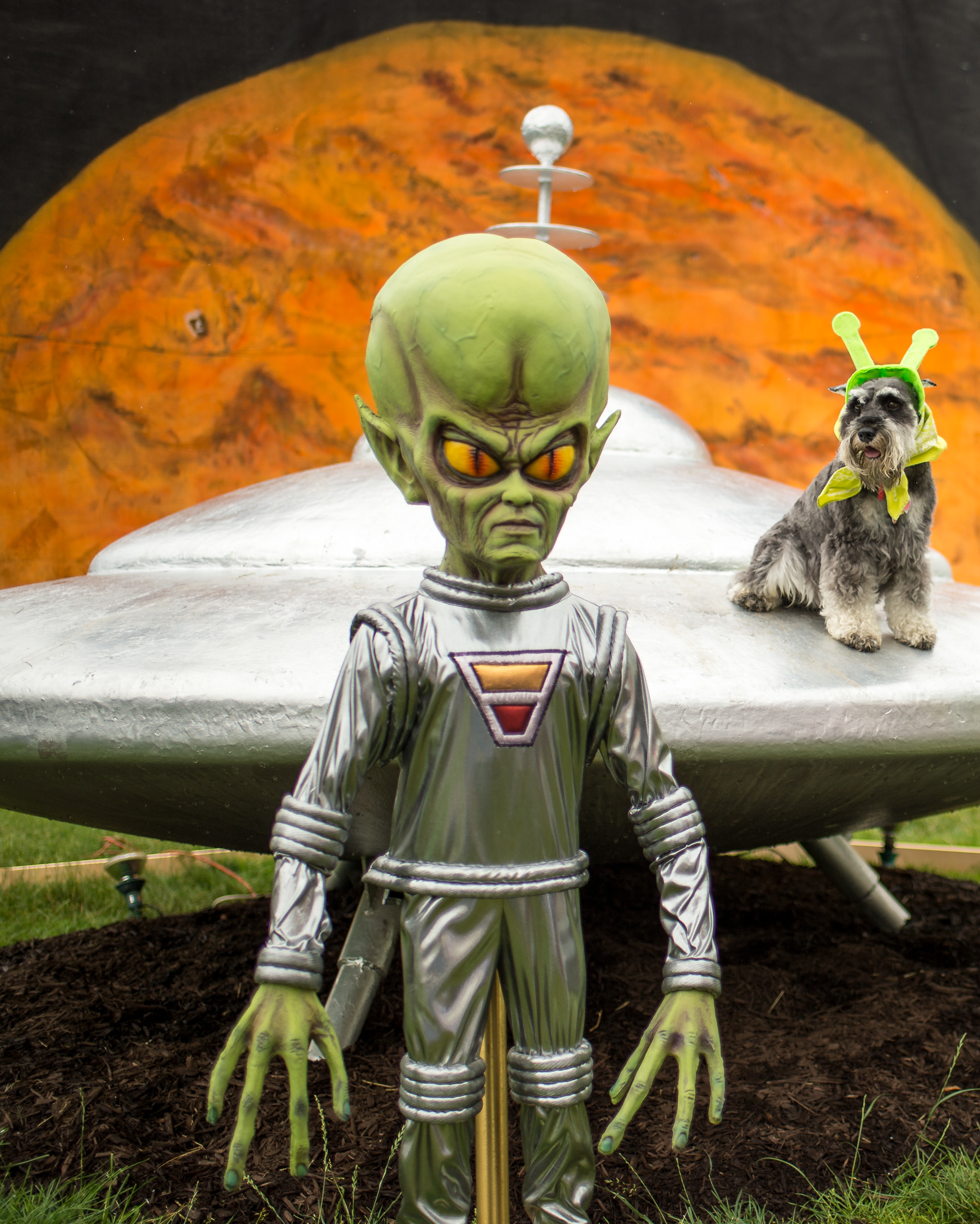
Типове зображення

Маленькі зелені інопланетяни та термін «зелені чоловічки» вийшли з загального вжитку в серйозних колах наукової фантастики та найчастіше використовуються для висміювання ідеї про те, що інопланетяни можуть існувати, за кількома винятками, як-от Йода у сазі про фільм «Зоряні війни». Глузливе використання можна побачити в оригінальному епізоді « Зоряного шляху» «Завтра вчора», дія якого відбувається в 1969 році, коли капітан Кірк, захоплений військово-повітряними силами США під час спроби вкрасти фільм, що показує Ентерпрайз в атмосфері Землі, коли його допитував офіцер служби безпеки бази називає себе «маллою зеленою людиною з Альфи Центавра». Раніше в тому самому епізоді врятований капітан ВПС, якого привезли на борт «Ентерпрайза», каже Кірку, що він ніколи не вірив у зелених чоловічків, безпосередньо перед зустріччю з явно інопланетним містером Споком (який відповідає: «Я теж не вірив»). У серіалі Доктора Хто 1988 року Пам'ять про Далеків, репліка пародіюється, коли Доктор заявляє, що даклеки є інопланетянами. Капітан групи Гілмор запитує, чи бореться він із зеленими чоловічками, на що Доктор відповідає: «ні, маленькі зелені згустки в полікарбідній броні».
Натомість зображення маленького зеленого прибульця, здається, перекочувало переважно у світ дитячих ЗМІ, де його все ще можна знайти у великій кількості. Приклади включають
- Маленькі зелені іграшкові прибульці з «Планети піци» у мультфільмі «Історія іграшок» 1995 року та його продовження). У деяких медіа «Історії іграшок», особливо в мультфільмі «Базз Лайтер із Зоряного командування», їх навіть називають «LGM».
- Вид покемонів «Elgyem» заснований на маленьких зелених чоловічках («LGM») за дизайном, характеристиками та назвою.
- Іркени з Завойовника Зіма схожі на зелених чоловічків.
- У космічній симуляторі Kerbal Space Program Кербалс є єдиним видом у грі, і вони зображуються як зелені чоловічки з великою головою порівняно з їхнім тілом.
- Сайбамени в аніме Dragon Ball Z зображені зеленими чоловічками.
- У Destroy All Humans! багато людських персонажів називають головного героя Крипто зеленим чоловічком, що його дуже дратує, оскільки сам Крипто нагадує стереотипного сірого прибульця.

Зелені чоловічки
Зелені чоловічки з ріжками
Художнє зображення зеленого чоловічка

### «Непізнані об'єкти оборони»

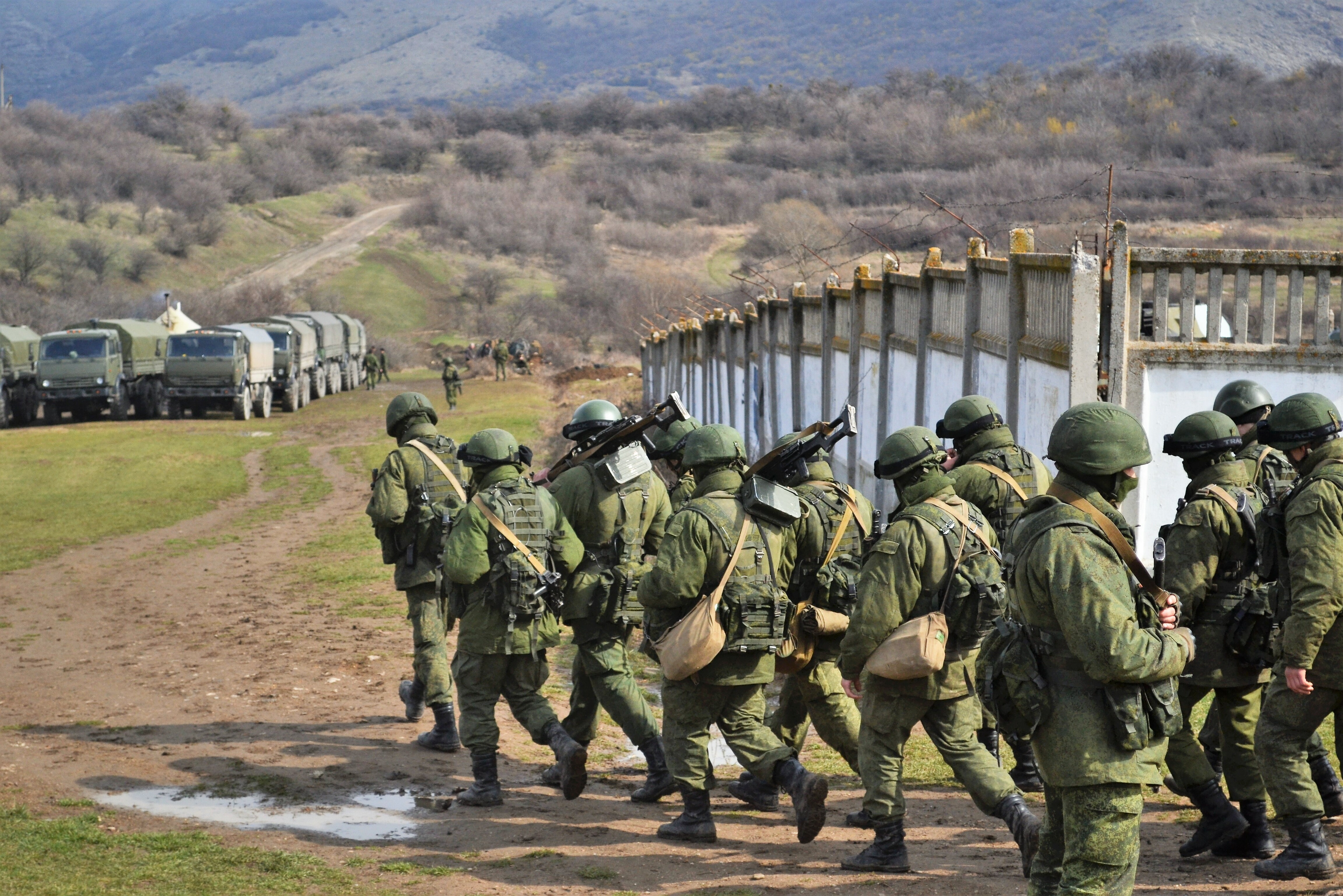
Російські «зелені чоловічки» у Криму 2014року

Сили «місцевої самооборони» у камуфляжній формі з російською зброєю але без розпізнавальних знаків, які у 2014 році під час російсько-української війни поклали початок окупації Криму місцевими жителями та медіа також називалися «марсіанами» або «зеленими чоловічками».

## Астрономія
У 1967 році Джоселін Белл Бернелл і Ентоні Г'юіш з Кембриджського університету, Великобританія, назвали перший відкритий пульсар LGM-1 «зеленими чоловічками», оскільки регулярні коливання його сигналу вказували на можливе розумне походження. Пізніше його позначення було змінено на CP 1919, і тепер він відомий як PSR B1919+21.

## Подальше читання
- Karyl, Anna The Kelly Incident, 2004, ISBN 0-9752645-2-4
- Roth, Christopher F. (2005) «Ufology as Anthropology: Race, Extraterrestrials, and the Occult.» In E.T. Culture: Anthropology in Outerspaces, ed. by Debbora Battaglia. Durham, N.C.: Duke University Press.
- Vallee, Jacques Anatomy of a Phenomenon: Unidentified Objects in Space, 1965, ISBN 0-8092-9888-0.